# Carré blanc
Carré blanc és una pel·lícula francesa de ciència-ficció a l'estil orwellià, dirigida per Jean-Baptiste Léonetti i estrenada el 2011.

## Argument
El món controlat per una sistema de castes. La societat es va desenvolupar per alimentar-se dels seus membres més febles. Els que juguen al "joc" correctament es tornen més alts i més poderosos. Aquells que no poden permetre el luxe de viure o que no competeixen són assassinats i convertits en carn. Es coneixen com la "carré blanc".
Dos nens, Marie (Adèle Exarchopoulos) i Philippe (Majid Hives), esdevenen tutelats de l'estat i són col·locats en un orfenat amb mètodes educatius aterridors. Philippe és un adolescent portat a l'orfenat després que la seva mare es convertís en "Carré blanc". Després que Marie salvi en Philippe del suïcidi, tots dos creixen junts en un món deshumanitzat.
Vint anys més tard, després d'un llarg procés d'adoctrinament, encara formen una parella adinerada que apareix exteriorment com a instruments de coerció social. En particular, com a adult, Philippe (Sami Bouajila) és un director de negocis fred i implacable. És un trenca-ànimes sense ànima, que imposa tasques físicament impossibles i cada cop més brutals als seus subordinats.
Marie (Julie Gayet), que té dificultats per fer front després de diversos avortaments involuntaris, està desil·lusionada amb el que s'han convertit. Marie vol fills i odia la la societat dictatorial a la qual contribueix Phillipe. Marie decideix desafiar el sistema per preservar el que queda del seu amor. Ella intenta obligar-lo a salvar la seva relació i abraçar-se a la rebel·lió. La pel·lícula segueix les seves lluites per continuar existint com a parella malgrat les circumstàncies adverses.

## Repartiment
- Sami Bouajila: Philippe
- Julie Gayet: Marie
- Jean-Pierre Andréani: Patrice
- Carlos Leal: Jean-Luc
- Dominique Paturel: François Malvy
- Fejria Deliba: La mare de Philippe
- Valérie Bodson: Lise
- Viviana Aliberti: Sylvie
- Majid Hives: Philippe (jove)
- Adèle Exarchopoulos: Marie (jove)
- Nathalie Becue Prader: Psicòloga

## Estrena
La pel·lícula es va estrenar en sales el 7 de setembre de 2011. La pel·lícula va rebre una "estrena mundial" al Festival Internacional de Cinema de Toronto (del 8 al 18 de setembre de 2011). El 21 de setembre de 2011, la pel·lícula es va estrenar als cinemes de França i Luxemburg. Al Fantastic Fest d’Austin (22-29 setembre 2011), la pel·lícula va rebre una "estrena als Estats Units" ("estrena regional").

## Resposta crítica
El lloc d'agregació de ressenyes AlloCiné dona a la pel·lícula una valoració de 2,7 estrelles sobre 5, basada en una mitjana de 12 titulars de premsa, que indica que va rebre una barreja de crítiques positives i negatives.
Tan bon punt es va estrenar als cinemes, va rebre una acollida molt favorable per part de la premsa, que va subratllar la seva originalitat, la seva integritat, la seva impecable sonoritat i les notables interpretacions dels seus actors. Nicolas Gilli (Excessif) va escriure: “De la seva total puresa en la posada en escena immaculada, sublimant escenaris pesats en símbols, emergeix un himne a la vida malgrat els seus tons gelats. És un primer intent de domini insolent portat per actors notables.” Nathalie Dassa (L'Écran fantastique) va escriure: "Aquesta prometedora primera producció evoca pel·lícules de culte com ara "They live" o fins i tot "Soylent green " tot apropiant-se d'un tema original i d'un estil propi que s'allunya de les regles tradicionals del gènere." Flavia Guéhéneuc (Tout le Ciné) va escriure: “La construcció de les imatges és absolutament geomètrica, feta d'angles i línies. L'actuació també és notable, tan expressiva en la seva impassivitat."
L'ús cinematogràfic del simbolisme i de l'abstracció ha estat assenyalat per la crítica. Cécile Mury (Télérama) va escriure “... el que capta l'atenció és l'estil. Sobretot en l'extraordinari pròleg de la pel·lícula, on cada imatge aprofundeix en el misteri. Un home assegut darrere d'una finestra, com catatònic, una cortina onejant prop d'una finestra: en fotogrames inquietants, el cineasta juga amb el silenci i la tensió, inventant el seu propi llenguatge, hermètic i emocionant." Valérie Levilain (Metro) va escriure "Al mateix temps confús, fascinant i empedrada de símbols, aquesta pel·lícula que va més enllà dels camins marcats actuals no s'adreça a un públic ampli, però mereix atenció."
Un tema recurrent en la crítica és la limitació de la durada i el pressupost de la pel·lícula. Simon Riaux (Ecran Large) va escriure: "Com ho demostra la seva economia general, el seu nombre limitat de personatges, la seva tendència a l'abstracció, així com la seva durada, el (no tan) llargmetratge de Jean- Baptiste Leonetti és una pel·lícula decididament modesta. Una humilitat i uns límits que, sens dubte, hauran permès al director aprofitar al màxim la seva història, l'univers que desplega, així com Sami Bouajila i Julie Gayet, ambdós excel·lents en papers al fil de la navalla." Glenn Dunks (Trespass Magazine) va escriure: "Carr Blanc és potser una mica massa buida i vague en les seves intencions de colpejar l'espectador d'una manera realment emocional, però utilitza la seva durada de tot just 80 minuts en un manera econòmicament seductora..." Léo Soesanto (Les Inrockuptibles), que la va descriure com un intent fallit de ciència-ficció, va escriure que "El cinema anticipatiu és sovint només un futur passat, un distorsionat passat (els anys setanta a A Clockwork Orange, cinema negre a Blade Runner) i Carré blanc no són una excepció. No obstant això, sona més antipàtic a Manpower anys vuitanta que Brazil. La idea va lluny com a curtmetratge, menys com a pel·lícula, que vol presumir de la seva suposada estranyesa, però només s'asseca posant tòpics sobre l'alienació que vindrà".
La majoria de les crítiques negatives de la pel·lícula s'han centrat en la seva falta d'habilitat percebuda en l'execució del gènere. Nicholas Bell (Ion Cinema) va escriure "Un debut intrigant i notable, si no del tot magistral". Simon Foster (SBS) va escriure "Una visió distòpica impenetrable que destaca en imatges nítides al servei de la superficialitat pretensiosa... i res més." Jacques Mandelbaum (Le Monde) va escriure "Una al·legoria futurista d'humor bastant fosc, però que manca d’una mica de sentit de matisos." Xavier Leherpeur (TéléCinéObs) va escriure "[Una] pel·lícula tremolosa, de vegades portada per una extravagància de direcció i una innegable sensació d'atmosfera paranoica [amb] un escenari que, davant la denúncia gastada de la deshumanització de les nostres societats capitalistes, pateix un fort maniqueisme.
Els crítics que van donar crítiques negatives sovint van comparar desfavorablement la pel·lícula amb altres intents del gènere. Els crítics Nicolas Journet (Critikat) van escriure: "A falta d'un escenari prou carnós, embolicat en la seva foscor estètica, "Carré blanc" s'uneix a "Dante 01" i "Eden Log" entre els intents fallits de SF francesa”. Gilles Esposito (Mad Movies) simplement escriu "No és el "THX 1138" de George Lucas que veus."

### Distincions
| Premi                                             | Data | Categoria                      | Subjet      | Resultat  | Ref    |
| ------------------------------------------------- | ---- | ------------------------------ | ----------- | --------- | ------ |
| Sindicat Francès de Crítics de Cinema i Telefilms | 2011 | Millor pel·lícula individual   | Carré blanc | Guanyador | [ 24 ] |
| Festival de Cinema d'Estocolm                     | 2011 | Cavall de bronze - Millor film | Carré blanc | Nominat   | [ 25 ] |